# 鲁耶
鲁耶（法語：Rouillé，法語發音：[ʁuje] ⓘ）是法国新阿基坦大区维埃纳省的一个市镇，属于普瓦捷区。

## 地理
鲁耶（46°25'14"N, 0°2'23"E）面积52.01 平方千米，位于法国新阿基坦大区维埃纳省，该省份为法国中西部省份，北起曼恩-卢瓦尔省和安德尔-卢瓦尔省，西接德塞夫勒省，南至夏朗德省，东南接上维埃纳省，东临安德尔省。
与鲁耶接壤的市镇（或旧市镇、城区）包括：阿翁、庞普鲁、圣热尔米耶、沃讷河畔屈尔宰、雅兹讷伊、吕西尼昂、圣索旺、桑赛。

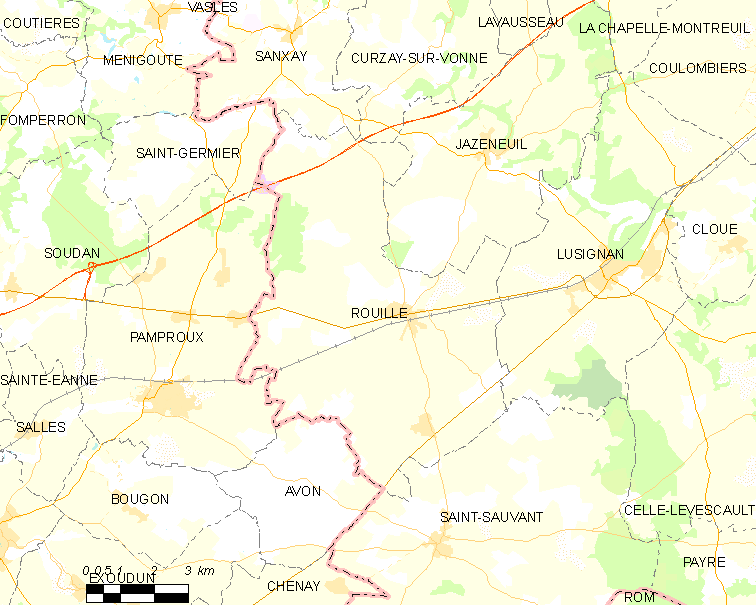
鲁耶的OSM定位图

鲁耶的时区为UTC+01:00、UTC+02:00（夏令时）。

## 行政
鲁耶的邮政编码为86480，INSEE市镇编码为86213。

## 政治
鲁耶所属的省级选区为吕西尼昂县。

## 人口

1962-2008年间鲁耶人口变化图示

鲁耶于2022年1月1日时的人口数量为2521人。